# Hoffmann (piano)
Hoffmann (volledige naam: W.Hoffmann) is een vooraanstaande Duitse piano- en vleugelfabrikant. De fabriek komt oorspronkelijk uit Berlijn, waar ze in 1893 werd opgericht. In 1991, direct na Die Wende, is Hoffmann overgenomen door de Bechstein-Gruppe, en werden de piano's en vleugels gefabriceerd in Seifhennersdorf. In 2001 is de productie overgeplaatst naar Tsjechië.